# ليام دوغرتي
ليام دوغرتي هو راقص على الجليد كندي، ولد في 4 مايو 1984.

## وصلات خارجية
- ليام دوغرتي على موقع الاتحاد الدولي للتزلج (الإنجليزية)
- ليام دوغرتي على موقع الاتحاد الدولي للتزلج (الإنجليزية)
- ليام دوغرتي على موقع الاتحاد الدولي للتزلج (الإنجليزية)